# Clara (Cuqui) Nicola
Clara Bienvenida "Cuqui" Nicola Romero (La Habana, Cuba, 22 de marzo de 1926 - Ibídem, 13 de julio de 2017) fue una destacada guitarrista y profesor cubana.

## Formación académica
Clara (Cuqui) Nicola estudió guitarra con su madre Clara Romero de Nicola, una reconocida guitarrista y fundadora de la moderna Escuela Cubana de Guitarra, y se graduó en el Conservatorio Municipal de La Habana. Ella también participó activamente bajo la tutela de su madre en la Sociedad Infantil de Bellas Artes (SIBA), sección juvenil de la institución cultural “Pro-Arte Musical.”

## Obra
Después de la Revolución Cubana de 1959, Clara (Cuqui) Nicola colaboró con su hermano Isaac Nicola, así como con otros guitarristas y profesores como Marta Cuervo, en la implementación de un método unificado de guitarra en todas las escuelas de música en Cuba. Ella realizó una valiosa contribución al desarrollo de un sistema pedagógico nacional para la enseñanza de la guitarra.
Cuqui Nicola trabajó como profesora en la Escuela Nacional de Instructores de Arte (ENIA). Entre sus muchos discípulos podemos mencionar al famoso guitarrista de Jazz cubano Carlos Emilio Morales, y al compositor Edesio Alejandro
Ella también trabajo como asesora de programas de televisión como “Aficionados en TV”, de 1967 a 1968.
Falleció el 13 de julio de 2017, tras sufrir un paro cardiorrespiratorio.

## Reconocimientos
Premio “Cubadisco de Honor” en 2012